# Helmut Bauer (Fußballspieler, 1928)
Helmut Bauer (* 17. August 1928) ist ein ehemaliger deutscher Fußballspieler, der für die Münchener Vereine FC Wacker und FC Bayern aktiv war.

## Karriere
Bauer, zuletzt in der 2. Oberliga Süd für den FC Wacker München aktiv, wechselte zur Saison 1951/52 zum Oberligisten FC Bayern München, für den er in seiner Premierensaison in der seinerzeit höchsten deutschen Spielklasse 27 Punktspiele bestritt und elf Tore erzielte. Zum Saisonstart am 19. August 1951 gegen den 1. FC Schweinfurt 05, war er Teil der Mannschaft, die im Stadion an der Grünwalder Straße das Punktspiel mit 3:1 für sich entschied.
In der Folgesaison erzielte er sechs Tore in 24 Punktspielen, 1953/54 drei in 30 und 1954/55 eins in 14 Punktspielen. Aufgrund des schlechten Abschneidens stieg er mit dem FC Bayern München erstmals – und einmalig bis heute – in die 2. Oberliga Süd ab. In dieser kam er lediglich sechsmal zum Einsatz. Während seiner Vereinszugehörigkeit bestritt er 95 Erstligaspiele, in denen er 21 Tore erzielte, und sechs Zweitligaspiele.